# Eliminatoria a la Eurocopa Sub-18 1995
La Eliminatoria al Campeonato Europeo Sub-18 1995 se llevó a cabo entre 1994 y 1995 y contó con la participación de 44 selecciones juveniles de Europa, las cuales disputaban 7 boletos para jugar la fase final del torneo a realizarse en Grecia.

## Primera ronda

### Grupo 1
Los partidos se jugaron en Alemania.
| País              | J | G | E | P | GF | GC | GD  | Pts |
| ----------------- | - | - | - | - | -- | -- | --- | --- |
| Irlanda del Norte | 2 | 2 | 0 | 0 | 6  | 0  | +6  | 4   |
| Alemania          | 2 | 1 | 0 | 1 | 8  | 1  | +7  | 2   |
| Islas Feroe       | 2 | 0 | 0 | 2 | 0  | 13 | –13 | 0   |

|  | Alemania          | 8–0 | Islas Feroe       |
|  | Islas Feroe       | 0–5 | Irlanda del Norte |
|  | Irlanda del Norte | 1–0 | Alemania          |

### Grupo 2
| País       | J | G | E | P | GF | GC | GD  | Pts |
| ---------- | - | - | - | - | -- | -- | --- | --- |
| Francia    | 4 | 3 | 1 | 0 | 14 | 1  | +13 | 7   |
| Islandia   | 4 | 2 | 1 | 1 | 15 | 3  | +12 | 5   |
| Luxemburgo | 4 | 0 | 0 | 4 | 1  | 26 | –25 | 0   |

|  | Luxemburgo | 0–4 | Francia    |
|  | Islandia   | 0–1 | Francia    |
|  | Islandia   | 9–0 | Luxemburgo |
|  | Luxemburgo | 1–5 | Islandia   |
|  | Francia    | 1–1 | Islandia   |
|  | Francia    | 8–0 | Luxemburgo |

### Grupo 3
| País         | J | G | E | P | GF | GC | GD | Pts |
| ------------ | - | - | - | - | -- | -- | -- | --- |
| Países Bajos | 4 | 3 | 0 | 1 | 8  | 5  | +3 | 6   |
| Suecia       | 4 | 2 | 1 | 1 | 3  | 1  | +2 | 5   |
| Irlanda      | 4 | 0 | 1 | 3 | 3  | 8  | –5 | 1   |

|  | Suecia       | 1–0 | Irlanda      |
|  | Irlanda      | 2–3 | Países Bajos |
|  | Países Bajos | 4–1 | Irlanda      |
|  | Suecia       | 2–0 | Países Bajos |
|  | Irlanda      | 0–0 | Suecia       |
|  | Países Bajos | 1–0 | Suecia       |

### Grupo 4
| Equipo 1 | Agr. | Equipo 2  | Ida | Vuelta |
| -------- | ---- | --------- | --- | ------ |
| España   | 9–3  | Finlandia | 4–0 | 5–3    |

### Grupo 5
Los partidos se jugaron en Malta.
| País    | J | G | E | P | GF | GC | GD | Pts |
| ------- | - | - | - | - | -- | -- | -- | --- |
| Rusia   | 2 | 2 | 0 | 0 | 4  | 0  | +4 | 4   |
| Malta   | 2 | 0 | 1 | 1 | 1  | 2  | –1 | 1   |
| Estonia | 2 | 0 | 1 | 1 | 1  | 4  | –3 | 1   |

|  | Malta   | 0–1 | Rusia   |
|  | Rusia   | 3–0 | Estonia |
|  | Estonia | 1–1 | Malta   |

### Grupo 6
Los partidos se jugaron en Turquía.
| País     | J | G | E | P | GF | GC | GD | Pts |
| -------- | - | - | - | - | -- | -- | -- | --- |
| Turquía  | 2 | 1 | 1 | 0 | 9  | 2  | +7 | 3   |
| Portugal | 2 | 1 | 1 | 0 | 4  | 3  | +1 | 3   |
| Croacia  | 2 | 0 | 0 | 2 | 1  | 9  | –8 | 0   |

|  | Croacia  | 0–7 | Turquía  |
|  | Portugal | 2–1 | Croacia  |
|  | Turquía  | 2–2 | Portugal |

### Grupo 7
Los partidos se jugaron en Bulgaria.
| País        | J | G | E | P | GF | GC | GD | Pts |
| ----------- | - | - | - | - | -- | -- | -- | --- |
| Bulgaria    | 2 | 2 | 0 | 0 | 7  | 3  | +4 | 4   |
| Moldavia    | 2 | 1 | 0 | 1 | 6  | 7  | –1 | 2   |
| Bielorrusia | 2 | 0 | 0 | 2 | 4  | 7  | –3 | 0   |

|  | Bielorrusia | 3–4 | Moldavia    |
|  | Bulgaria    | 3–1 | Bielorrusia |
|  | Moldavia    | 2–4 | Bulgaria    |

### Grupo 8
Los partidos se jugaron en Ucrania.
| País    | J | G | E | P | GF | GC | GD | Pts |
| ------- | - | - | - | - | -- | -- | -- | --- |
| Ucrania | 2 | 2 | 0 | 0 | 7  | 1  | +6 | 4   |
| Georgia | 2 | 1 | 0 | 1 | 3  | 2  | +1 | 2   |
| Armenia | 2 | 0 | 0 | 2 | 1  | 8  | –7 | 0   |

|  | Ucrania | 5–1 | Armenia |
|  | Armenia | 0–3 | Georgia |
|  | Georgia | 0–2 | Ucrania |

### Grupo 9
Los partidos se jugaron en Eslovaquia.
| País       | J | G | E | P | GF | GC | GD  | Pts |
| ---------- | - | - | - | - | -- | -- | --- | --- |
| Eslovaquia | 2 | 2 | 0 | 0 | 14 | 1  | +13 | 4   |
| Chipre     | 2 | 1 | 0 | 1 | 3  | 7  | –4  | 2   |
| Azerbaiyán | 2 | 0 | 0 | 2 | 0  | 9  | –9  | 0   |

|  | Chipre     | 1–7 | Eslovaquia |
|  | Azerbaiyán | 0–2 | Chipre     |
|  | Eslovaquia | 7–0 | Azerbaiyán |

### Grupo 10
Los partidos se jugaron en Austria.
| País    | J | G | E | P | GF | GC | GD | Pts |
| ------- | - | - | - | - | -- | -- | -- | --- |
| Rumania | 2 | 1 | 1 | 0 | 4  | 2  | +2 | 3   |
| Bélgica | 2 | 1 | 1 | 0 | 5  | 4  | +1 | 3   |
| Austria | 2 | 0 | 0 | 2 | 2  | 5  | –3 | 0   |

|  | Austria | 0–2 | Rumania |
|  | Bélgica | 3-2 | Austria |
|  | Rumania | 2–2 | Bélgica |

### Grupo 11
| País       | J | G | E | P | GF | GC | GD  | Pts |
| ---------- | - | - | - | - | -- | -- | --- | --- |
| Hungría    | 4 | 3 | 1 | 0 | 16 | 2  | +14 | 7   |
| Suiza      | 4 | 2 | 1 | 1 | 8  | 4  | +4  | 5   |
| San Marino | 4 | 0 | 0 | 4 | 1  | 19 | –18 | 0   |

|  | Hungría    | 3–0 | Suiza      |
|  | San Marino | 1–8 | Hungría    |
|  | Suiza      | 1–1 | Hungría    |
|  | Suiza      | 6–0 | San Marino |
|  | Hungría    | 4–0 | San Marino |
|  | San Marino | 0–1 | Suiza      |

### Grupo 12
| País            | J | G | E | P | GF | GC | GD  | Pts |
| --------------- | - | - | - | - | -- | -- | --- | --- |
| Dinamarca       | 4 | 4 | 0 | 0 | 19 | 4  | +15 | 8   |
| República Checa | 4 | 1 | 0 | 3 | 6  | 9  | –3  | 2   |
| Polonia         | 4 | 1 | 0 | 3 | 5  | 17 | –12 | 2   |

|  | Polonia         | 2–0  | República Checa |
|  | República Checa | 2–3  | Dinamarca       |
|  | República Checa | 4–1  | Polonia         |
|  | Dinamarca       | 3–0  | República Checa |
|  | Polonia         | 2–3  | Dinamarca       |
|  | Dinamarca       | 10–0 | Polonia         |

### Grupo 13
Los partidos se jugaron en Italia.
| País     | J | G | E | P | GF | GC | GD | Pts |
| -------- | - | - | - | - | -- | -- | -- | --- |
| Italia   | 2 | 2 | 0 | 0 | 6  | 2  | +4 | 4   |
| Gales    | 2 | 1 | 0 | 1 | 5  | 5  | 0  | 2   |
| Lituania | 2 | 0 | 0 | 2 | 2  | 6  | –4 | 0   |

|  | Italia   | 2–1 | Lituania |
|  | Lituania | 1–4 | Gales    |
|  | Gales    | 1–4 | Italia   |

### Grupo 14
Los partidos se jugaron en Noruega.
| País    | J | G | E | P | GF | GC | GD | Pts |
| ------- | - | - | - | - | -- | -- | -- | --- |
| Noruega | 2 | 2 | 0 | 0 | 4  | 2  | +2 | 4   |
| Escocia | 2 | 1 | 0 | 1 | 2  | 2  | 0  | 2   |
| Israel  | 2 | 0 | 0 | 2 | 1  | 3  | –2 | 0   |

|  | Noruega | 2–1 | Israel  |
|  | Israel  | 0–1 | Escocia |
|  | Escocia | 1–2 | Noruega |

### Grupo 15
Los partidos se jugaron en Inglaterra.
| País       | J | G | E | P | GF | GC | GD | Pts |
| ---------- | - | - | - | - | -- | -- | -- | --- |
| Inglaterra | 2 | 1 | 1 | 0 | 3  | 0  | +3 | 3   |
| Eslovenia  | 2 | 1 | 0 | 1 | 2  | 3  | –1 | 2   |
| Letonia    | 2 | 0 | 1 | 1 | 0  | 2  | –2 | 1   |

|  | Inglaterra | 3–0 | Eslovenia  |
|  | Eslovenia  | 2–0 | Letonia    |
|  | Letonia    | 0–0 | Inglaterra |

## Segunda ronda

### Fase de grupos
Los partidos se jugaron en España.
| País    | J | G | E | P | GF | GC | GD | Pts |
| ------- | - | - | - | - | -- | -- | -- | --- |
| España  | 2 | 1 | 1 | 0 | 4  | 3  | +1 | 3   |
| Ucrania | 2 | 1 | 0 | 1 | 3  | 3  | 0  | 2   |
| Rumania | 2 | 0 | 1 | 1 | 3  | 4  | –1 | 1   |

|  | Rumania | 2–2 | España  |
|  | Ucrania | 2–1 | Rumania |
|  | España  | 2–1 | Ucrania |

### Eliminación Directa
| Equipo 1          | Agr. | Equipo 2     | Ida | Vuelta |
| ----------------- | ---- | ------------ | --- | ------ |
| Irlanda del Norte | 0–6  | Noruega      | 0–5 | 0–1    |
| Turquía           | 4–1  | Rusia        | 3–1 | 1–0    |
| Dinamarca         | 4–7  | Eslovaquia   | 1–3 | 3–4    |
| Hungría           | 1–2  | Inglaterra   | 0–1 | 2–0    |
| Francia           | 2–3  | Países Bajos | 0–1 | 2–2    |
| Bulgaria          | 1–2  | Italia       | 1–1 | 0–1    |